# Protolithosia roseivenata
Protolithosia roseivenata là một loài bướm đêm thuộc phân họ Arctiinae, họ Erebidae.